# 双子座12号
双子座12号（Gemini XII）是双子座计划中的第十次载人飞行任务，也是美国的第十八次太空任务（包括飞行高度超过100千米的任务）。

## 任务成员
- 吉姆·洛威尔（Jim Lovell，曾执行双子座7号、12号、阿波罗8号以及阿波罗13号任务），指令飞行员
- 巴兹·奥尔德林（Buzz Aldrin，曾执行双子座12号以及阿波罗11号任务），飞行员

### 替补成员
替补成员同样接受任务训练，在主力成员因各种原因无法执行任务时接替。
- 戈尔登·库勃（Gordon Cooper，曾执行水星9号以及双子座5号任务），指令飞行员
- 尤金·塞尔南（Eugene Cernan，曾执行双子座9A号、阿波罗10号以及阿波罗17号任务），飞行员